# Julius Soubise

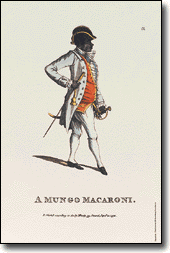
A Mungo Macaroni, Zeichnung von Matthew & Mary Darly, 1772

Julius Soubise (* 1754; † 25. August 1798) war ein freigelassener Afro-Karibischer Sklave, der als Fop im späten 18. Jahrhundert in Großbritannien bekannt wurde. Die satirische Darstellung von Soubise als „A Mungo Macaroni“ ist ein beliebtes Beispiel für die Intersektionalität von Rasse, Klasse, und Geschlecht im London des 18. Jahrhunderts. Sein Leben im Luxus als freier „Man of Color“ (Farbiger) erlaubte es ihm an den Freizeitbeschäftigungen der Elite teilzunehmen. Er zeichnete sich beispielsweise aus als Fechter und wurde in Londons Oberschicht als Ausnahme von Regeln bekannt.

## Leben
Soubise wurde auf der Insel St. Kitts in der Karibik geboren. Er war der Sohn einer Sklavin aus Jamaika. Er wurde im Alter von 10 Jahren selbst als Sklave verkauft. Der Royal-Navy-Kapitän Stair Douglas kaufte ihn und nahm ihn mit nach England, wo er den Namen „Othello“ erhielt. 1764 wurde er an Catherine Douglas, Duchess of Queensberry gegeben, eine Verwandte von Douglas’ und eine bekannte Exzentrikerin von Londons High Society. Sie ließ ihn frei (manumitted him). Er erhielt einen neuen Namen nach dem französischen Herzog Charles de Rohan, prince de Soubise. Die Herzogin ermöglichte Soubise ein privilegiertes Leben und behandelte ihn wie ihren eigenen Sohn – offensichtlich auch mit Zustimmung ihres Ehemannes Charles Douglas, 3. Duke of Queensberry.
Soubise erhielt eine Ausbildung von Domenico Angelo, einem Fechtmeister, den er regelmäßig als Adjutant (usher) nach Eton und Windsor begleitete. Dann wurde Soubise der Rittmeister und Fechtmeister der Duchess, wodurch er zu einem populären „Prominenten“ (acquaintance) unter jungen Adligen wurde und in den Upper-Class-Kreisen eine wichtige Rolle einnahm. Er wurde Mitglied in zahlreichen beliebten Clubs, wie dem Thatched House Club. Die persönliche Patronage durch die Duchess ermöglichte Soubise einen Lebensstil von Gesellschaftsanlässen und Mode. Gelegentlich stellte er sich selbst als „Prince Ana-Ana-maboe“ oder als „The Black Prince“ vor und beanspruchte, aus afrikanischem königlichen Geschlecht zu stammen. Es gab Gerüchte, dass seine Beziehung zur Duchess auch sexuell gewesen sei.
In den gesammelten Briefen des berühmten Freigelassenen Ignatius Sancho gibt es den Letter XIIII vom 11. Oktober 1772, der an Soubise adressiert ist. Sancho ermutigt ihn darin, seine glückliche Position als ungewöhnlich privilegierte black person zu nutzen und ein schicklicheres Leben zu führen.
Am 15. Juli 1777 floh Soubise jedoch aus Britannien nach Indien. Historische Berichte streiten, ob er weggeschickt wurde, um seine Ausschweifungen einzudämmen, oder ob er floh, um einer Anklage wegen Vergewaltigung einer Dienerin der Duchess zu entgehen. Die Duchess starb zwei Tage nach seiner Abreise. In Indien gründete er eine Fecht- und Reitschule in Kalkutta, Bengalen. Er warb für eine Schule die offen für Männer und Frauen war. Am 25. August 1798 fiel Soubise vom Pferd, als er versuchte, ein Pferd zu zähmen und die resultierenden Verletzungen führten zu seinem Tod. Er war der Vater von zwei bekannten Kindern, Mary und William Soubise. Der Name der Mutter war nicht bekannt.
Julius Soubise wird in einem Animation-Film mit dem Titel The Swordsman of Trelawny dargestellt.

## Karikaturen

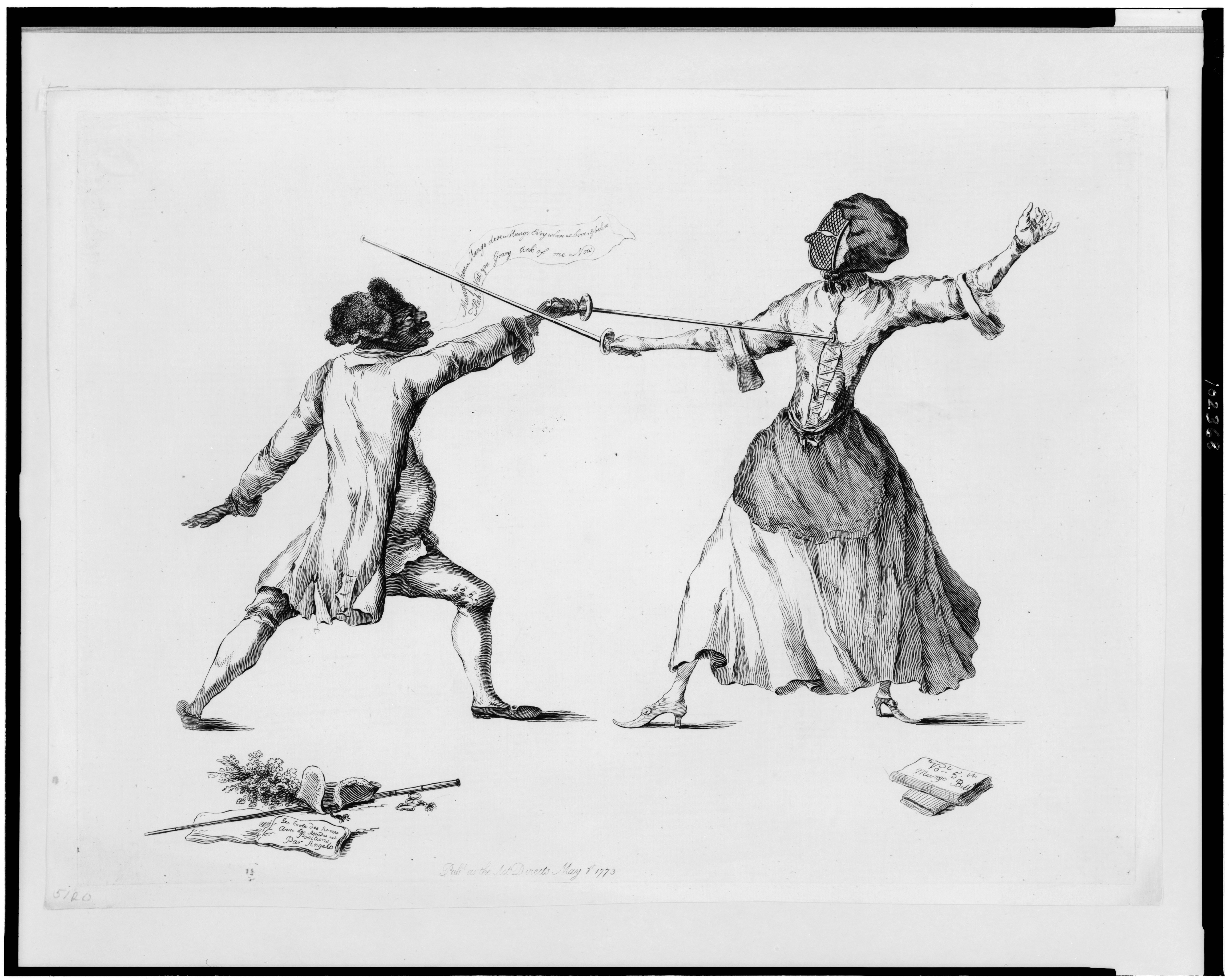
Druck von William Austin, „The Duchess of Queensberry and Soubise“

Soubise wurde prominent genug um als Motiv für mehrere Karikaturen zu dienen. Soubise ist zuallererst als Vorbild für die Karikatur A Mungo Macaroni zu nennen. Die Karikatur wurde am 10. September 1772 veröffentlicht als Teil einer berühmten satirischen Serie von Zeichnungen, in denen von 1771 bis 1773 modische junge Männer dargestellt wurden. Sie wurde von Matthew und Mary Darly veröffentlicht. Die Bezeichnung „macaroni“ war ein zeitgenössischer Name für einen Modenarren, einen Dandy, während „Mungo“ der Name eines diensteifrigen Sklaven in der comic opera (Operette) The Padlock von Isaac Bickerstaffe von 1769 war. Davor wurde die Bezeichnung „mungo“ oft für Luxus-Sklaven benutzt, die of theatralisch wie Haustiere der Elite behandelt wurde. Diese Bezeichnung sollte Soubise s Identität verhöhnen, die er für sich selbst angenommen hatte.
William Austins bekannter satirischer Druck, The Duchess of Queensbury and Soubise. 1. Mai 1773 zeigt das Paar in einem Fecht-Wettkampf. Austins Kupferstich basierte auf Fecht-Darstellungen, die von der Fechtdynastie der Angelos stammten, und aus Berichten über Soubise aus Henry Angelos Memoiren. Austin stellt satirisch die ungehörige Beziehung zwischen Soubise und der Duchess dar. Soubise wird dabei als Mungo the servant dargestellt. In dem Druck wird Soubise ein Text zugewiesen, in dem er sagt: “Mungo here, Mungo dere, Mungo every where; Above and below. Hah! Vat your gracy tink of me now?” (Mungo hier, Mungo da, Mungo überall; unten und oben. Hah! Was denkt euer Gnaden jetzt von mir?) Diese Zeilen stammen direkt aus dem Stück The Padlock. Dieser Druck wurde unter verschiedenen Titeln mehrfach veröffentlicht, unter anderem unter dem Titel “The Eccentric Duchess of Queensbury fencing with her protégé the Creole Soubise (otherwise ‘Mungo’)” und “The Duchess of Queensberry playing at foils with her favorite Lap Dog Mungo after expending near £10,000 to make him a—.”

## Kunst und Bildung
Es heißt, dass Soubise verschiedentlich Theaterrollen als Othello oder als Mungo in The Padlock gespielt habe. Diese Rollen wurden sonst gewöhnlich von Schauspielern in Blackface gespielt. Diese Berichte stammen jedoch aus Hicky's Bengal Gazette, wou sie möglicherweise nur zu satirischen Zwecken veröffentlicht wurden. Soubise wurde stark mit diesen Rollen identifiziert.
Er hatte allerdings zahlreiche privilegierte Ausbildungen, neben Reiten und Fechten war er auch Amateur-Violinist, Sänger und Schauspieler. Er wurde sogar von dem berühmten Schauspieler David Garrick im Reden unterrichtet.

## Fashion
Soubises Stil wurde oft mit dem anderen Fops seiner Zeit verglichen und charakterisiert durch den französischen Einfluss, den ihm auch sein Namensvetter verlieh. A Mungo Macaroni zeigt Soubise in einem luxuriösen Hut, Rüschenkleiderns, einem Gehstock und einem Zierdegen. Bekanntermaßen trug er große gepuderte Perücken, feine Stoffe wie Seide und Kleider, die seinen Körper betonten. Es gibt auch einen Bericht, dass er diamandenbesetzte Schuhe mit roten Absätzen getragen haben soll. Dementsprechend wurde er mit weibischem Verhalten (effeminacy) und Ausschweifung in Verbindung gebracht. Jedoch kann man auch anerkennen, dass Soubise eine einzigartige schwarze Identität der Extravaganz verkörperte.